# Акулич, Дмитрий Викторович
Дми́трий Ви́кторович Аку́лич (род. 25 марта 1974, Минск) — белорусский футболист, полузащитник. Сыграл один матч за сборную Беларуси.

## Биография

### Клубная карьера
Профессиональная карьера игрока началась в 1992 году в минской «Смене», за которую он сыграл 14 матчей и забил 3 гола в третьей лиге. Перед началом следующего сезона перешёл в клуб высшей лиги «Молодечно». В 1997 году подписал контракт с другим клубом высшей лиги «Динамо-93». После расформирования команды в 1998 году вместе со своим одноклубником Кириллом Савостиковым перебрался в БАТЭ, с которым стал чемпионом страны в 1999 году. В 2001 году выступал во второй лиге за клуб «Дарида» и по итогам сезона занял в лиге первое место. В 2002 году вернулся в высшую лигу, где выступал за «Молодечно-2000» и «Звезда-ВА-БГУ». В 2003 году провёл свой последний сезон на профессиональном уровне, отыграв 12 матчей за минскую «Смену» в третьем дивизионе.
Всего за карьеру сыграл 221 матч и забил 34 гола в высшей лиге Беларуси. После завершения игровой карьеры работал тренером-оператором столичной «Смены» (2003—2005), тренером-массажистом «Дариды» (2005—2006), БАТЭ (2006—2010), «Руденска» (2010—2011), «Минска» (с 2012 года, мужская и женская команды).

### Карьера в сборной
5 августа 1997 года провёл свой единственный матч за сборную Беларуси в товарищеской игре со сборной Израиля, в которой вышел на замену на 79-й минуте вместо Дмитрия Балашова.
| Матчи Дмитрия Акулича за национальную сборную Беларуси | Матчи Дмитрия Акулича за национальную сборную Беларуси | Матчи Дмитрия Акулича за национальную сборную Беларуси | Матчи Дмитрия Акулича за национальную сборную Беларуси | Матчи Дмитрия Акулича за национальную сборную Беларуси | Матчи Дмитрия Акулича за национальную сборную Беларуси | Матчи Дмитрия Акулича за национальную сборную Беларуси | Матчи Дмитрия Акулича за национальную сборную Беларуси |
| №                                                      | Дата                                                   | Соперник                                               | Счёт                                                   | Голы                                                   | Карточки                                               | Минуты                                                 | Соревнование                                           |
| ------------------------------------------------------ | ------------------------------------------------------ | ------------------------------------------------------ | ------------------------------------------------------ | ------------------------------------------------------ | ------------------------------------------------------ | ------------------------------------------------------ | ------------------------------------------------------ |
| 1                                                      | 5 августа 1997                                         | Израиль                                                | 2:3                                                    | —                                                      | —                                                      | 79'                                                    | Товарищеский матч                                      |

Итого: 1 матч / 0 голов; 0 побед, 0 ничьих, 1 поражение.

## Достижения
«Смена» Минск
- Победитель Третьей лиги Беларуси: 1992

БАТЭ
- Чемпион Беларуси: 1999